# دایان هندریکس
دایان ماری هندریکس (Diane Marie Hendricks) متولد ۱۹۴۷ یک تاجر میلیاردر آمریکایی و تهیه کننده فیلم اهل ویسکانسین است. او بیوه تاجر فقید کن هندریکس است.
در ژانویه ۲۰۲۳ سرمایه او ۱۲/۹ ميليارد دلار تخمین زده شده است.

## اوایل زندگی
هندریکس در ویسکانسین و خانواده روستایی دامدار متولد و بزرگ شد. او در سال ۱۹۶۵ از دبیرستان Osseo-Fairchild فارغ التحصیل شد و هنگام ملاقات با کن هندریکس به مدت ده سال بود که از شوهر اول خود جدا شده بود.

## حرفه
در سال ۱۹۷۵ او خانه‌های سفارشی می فروخت و کن پیمانکار سقف بود. آنها ازدواج کردند و شریک تجاری شدند. دایان هندریکس در سال ۱۹۸۲ به همراه همسر خود بزرگترین شرکت عمده‌فروشی (ABC Supply) سقف، پنجره و دیوارپوش را در ویسکانسین افتتاح کرد. این شرکت در زمینه فروش سقف، پنجره، ناودان و نما برای ساختمانهای مسکونی و تجاری فعالیت دارد.
هندریکس مالک هلدینگ هندریکس و مالک و رئیس ABC Supply است. این شرکت بیش از ۷۸۰ شعبه دارد و خانم هندریکس به لطف ثبت رکورد فروش ۱۰.۵ میلیارد دلاری در سال گذشته، ۲.۱ میلیارد دلار به دارایی‌های خالص خود افزوده است. در سال ۲۰۲۰ برای دومین سال پیاپی دایان هندریکس در صدر لیست ثروتمندترین زنان خود ساخته و پول‌ساز آمریکا قرار گرفت و دارایی او ۷/۵ میلیارد دلار اعلام شده است.